# The Secret Agent (película de 1996)
The Secret Agent, conocida en español como Agente secreto (España) o El agente secreto (Argentina), es una película británica de 1996 dirigida por Christopher Hampton y basada en la novela homónima de Joseph Conrad.

## Argumento
En el Londres de la época victoriana de finales del siglo XIX vivían todo tipo de exiliados políticos, anarquistas y partisanos. Verloc trabaja como espía para la embajada rusa, y un día recibe la orden del embajador de poner una bomba en la misma, para provocar la atención de la policía británica como denuncia por su supuesta dejadez en sus funciones de protección, bajo la amenaza de que si no lo hace, será expulsado de su puesto de trabajo. Verloc ejecuta su trabajo con la ayuda del hermano de su mujer, a espaldas suyas: un retrasado mental que fracasa en su cometido, con consecuencias desastrosas para la familia.

## Reparto principal
- Bob Hoskins ... Verloc
- Patricia Arquette...Winnie
- Gérard Depardieu ...Ossipon
- Christian Bale ...Stevie
- Robin Williams ...el profesor
- Jim Broadbent	 ...el inspector Heat
- Roger Hammond	 ...	 Michaelis
- Eddie Izzard	 ...	 Vladimir
- Ralph Nossek	 ...	 Yundt
- Neville Phillips ...	Boletero
- Elizabeth Spriggs ...	la madre de Winnie
- Peter Vaughan	 ...cochero
- Julian Wadham	 ...el asistente del comisionado